# Рио Лахас (Порторико)
Рио Лахас (шп. Río Lajas) град је у америчкој острвској територији Порторико, острвској држави Кариба.

## Демографија
По попису из 2010. године број становника је 2.373, што је 24 (1,0%) становника више него 2000. године.
| Група             | 2000.         | 2010.         |
| Белци             | 9 (0,4%)      | 9 (0,4%)      |
| Афроамериканци    | 117 (5,0%)    | 335 (14,1%)   |
| Азијати           | 1 (0,0%)      | 4 (0,2%)      |
| Хиспаноамериканци | 2.338 (99,5%) | 2.359 (99,4%) |
| Укупно            | 2.349         | 2.373         |